# Guizygiella
Guizygiella là một chi nhện trong họ Tetragnathidae.